# 金田充弘
金田 充弘（かねだ みつひろ、1974年4月29日 - ）は、ゲームミュージックの作曲家、編曲家、レコーディング・エンジニア。東京都出身。

## 概略
オーケストラ、ジャズやフュージョンのジャンルを得意とし、ポップス、ダンス・ミュージックで評価を高めている。東京工業大学在学中に坂本龍一のコラボ・コンサートにプログラマーとして参加。大学卒業後、株式会社オーパスにてゲームのサウンドエンジニアリングを担当。現在はベイシスケイプに所属し、ゲームミュージックの作曲活動を行っている。社内のクリエイターによって結成されたバンド「リブストロー」のメンバー。

## 主な作品
- 2000年 - ファンタビジョン（PS2, サウンドドライバーのプログラミングを担当）
- 2005年
  - エスプガルーダII（アーケード、並木学と共同）
  - ウィザードリィ・外伝 〜戦闘の監獄〜（崎元仁、岩田匡治と共同）
- 2006年 - メタルスラッグ6（アーケードおよびPS2、並木学と共同）
- 2007年
  - オーディンスフィア（ベイシスケイプメンバーと共同）
  - グリムグリモア（同上）
  - オプーナ（同上）
  - ファイナルファンタジータクティクス A2 封穴のグリモア（同上）
  - アイシールド21 フィールド最強の戦士たち（同上）
  - BLEACH ～ ヒート・ザ・ソウル4～（同上）
  - おんたま♪おんぷ島へん（同上）
  - デルトラ・クエスト 7つの宝石（同上）
  - DS文学全集（同上）
  - オプーナ（同上）
  - ドラえもんWii ひみつ道具王決定戦!（同上）
  - ソウルキャリバー レジェンズ（同上）
- 2008年
  - Coded Soul -受け継がれしイデア-（同上）
  - トリノホシ 〜Aerial Planet〜イメージソング（同上）
  - エルミナージュ 〜闇の巫女と神々の指輪〜（同上）
  - BLEACH ～ヒート・ザ・ソウル5～（同上）
  - Fate/unlimited codes（同上）
  - ジグソーワールド～大激闘! ジグバトル・ヒーローズ～（同上）
  - Lの季節2 -invisible memories-（同上）
  - くまたんち（同上）
  - エルミナージュ 〜闇の巫女と神々の指輪〜（同上）
  - レッツタップ（同上）
  - Fate/unlimited codes（同上）
- 2009年
  - 朧村正（同上）
  - エルミナージュII 〜双生の女神と運命の大地〜（同上）
  - 鉄拳6（同上）
  - アルカディアサーガ（同上）
  - NHK紅白クイズ合戦（同上）
  - 太鼓の達人13
- 2010年
  - 大人の恋愛小説 DSハーレクインセレクション（同上）
  - 絶対ヒーロー改造計画（同上）
- 2011年
  - 鉄拳 ブラッド・ベンジェンス（同上）
  - 太鼓の達人 Wii 決定版
  - グランナイツヒストリー（同上）
- 2012年
  - 電波人間のRPG（同上）
  - 電波人間のRPG 2（同上）
- 2013年
  - 電波人間のRPG 3（同上）
  - 幻塔戦記 グリフォン （同上）[1]
- 2014年
  - 朧村正　元禄怪奇譚　七夜祟妖魔忍伝(白蛇)（同上）
  - 電波人間のRPG FREE!（同上）
  - A列車で行こう3D エンディングテーマ「希望のレール」作詞/作編曲
- 2015年
  - ルミナスアーク インフィニティ（同上）
  - グランキングダム（同上）
- 2016年
  - オーディンスフィア レイヴスラシル（同上）
  - STEEL COMBAT（同上）
  - Valiant Force（同上）
  - 少女前線（同上）
- 2017年
  - アラド：宿命の門 THE FATE OF ARAD（同上）
  - SLOTギルティクラウン（同上）
  - CARAVAN STORIES（同上）
- 2018年
  - 天使紀元（同上）
  - 妖神記（同上）
  - ノスタルジア Op.2
- 2019年
  - 十三機兵防衛圏 プロローグ（同上）
  - 十三機兵防衛圏（同上）
  - 最果てのバベル（同上）
- 2020年
  - 十三機兵防衛圏アジア版（同上）・欧米版（同上）
  - ミストトレインガールズ～霧の世界の車窓から～（同上）
  - Shining Beyond （同上）
- 2021年
  - A列車で行こうシリーズ はじまる観光計画 エンディングテーマ「Let's go on a journey」作編曲
  - 無職転生～ゲームになっても本気だす～（ベイシスケイプメンバーと共同）